# Isvin
Isvin är ett vin som tillverkats av vindruvor som skördats och pressats i fruset tillstånd, vilket normalt innebär vid -7 °C eller kallare. När druvorna börjar frysa bildas iskristaller inuti dem samtidigt som druvornas innehåll av socker och aromämnen koncentreras i den druvmust som kan pressas ur druvorna. Således är druvorna inte helt genomfrysta, och ju lägre skördetemperatur desto sötare och mer koncentrerad druvmust, och desto mindre mängd must som kan pressas ur druvorna. Isviner är söta dessertviner som oftast utmärker sig genom mer eller mindre utpräglade honungsaromer och en hög syrahalt, vilket ger dem en fräsch smakprofil trots den höga sockerhalten (200-250 g/l är inte ovanligt). Isviner brukar också ha en tydligare druvkaraktär än ädelsöta viner. Eftersom isvinskörden är mycket arbetskrävande, de skördade mängderna små och risken för att inte få någon skörd alls är stor, är isviner i allmänhet dyra.
Redan från romartiden, bland annat hos Plinius den äldre, finns uppgifter om viner som producerats från frusna druvor. Första tillfället då isviner tillverkades i Tyskland sägs vara 1794 i Franken.

## Isvin i olika länder
I Tyskland och Österrike används beteckningen Eiswein för isviner, och utgör ett så kallat Prädikat i respektive lands vinlagstiftning. I båda länderna gäller att druvmusten måste nå upp till samma mustvikt (sockerhalt) som gäller för ädelsöta viner med beteckningen Beerenauslese, vilket innebär 25 °KMW/127 °Oe i Österrike och i Tyskland är beroende av druvsort och region; för Riesling gäller 110-125 °Oe. Gränsen tillämpas således efter att druvorna har fryst. Ett Riesling Eiswein som nätt och jämnt når upp till den gräns som gäller i bland annat Mosel-Saar-Ruwer, 110 °Oe, kan ha en sockerhalt på cirka 100 g/l och upplevs då snarare som halvsött än sött.
Till skillnad från ädelsöta viner finns ingen separat beteckning för isviner som når upp till en koncentration och sötma som motsvarar Trockenbeerenauslese, vilket är den koncentration som man brukar hitta hos riktigt namnkunniga tillverkare. I genomsnitt är endast var fjärde-femte år lämpligt för Eiswein. 
Dock brukar skillnaden mellan de enklaste och de bästa vinerna märkas tydligt i prissättningen. Fram till mitten av 1900-talet var Eiswein mycket ovanligt i Tyskland, eftersom druvorna sällan blev kvar på vinrankorna länge nog för att hinna frysa. Om druvorna lämnades kvar blev de ofta uppätna av fåglar. Numera är det vanligt att man efter den vanliga skörden packar in vinrankorna med återstående druvklasar i plastfolie för att möjliggöra produktion av Eiswein de år som förhållandena varit gynnsamma.
Ett tyskt isvin som måste betraktas som historiskt är årgång 2001 av Oberhäuser Brücke Riesling Eiswein producerat av Weingut Hermann Dönnhoff i Nahe, eftersom det var det första tyska vin någonsin som nådde upp till den "magiska" gränsen 100 poäng i den inflytelserika Robert Parker's Wine Advocate.
I Kanada används beteckningen Icewine (skrivet som ett ord) om isviner. Eftersom de flesta betydande tillverkare är medlemmar av Vintners Quality Alliance (VQA) är det i praktiken den organisationens regler som styr Icewine-produktionen. Bland annat föreskrivs en temperaturgräns om -8 °C (en grad kallare än i Tyskland och Österrike), vilket innebär att den lägsta sockerhalten som förekommer ligger högre än i Tyskland. Kanada har sedan starten på 1970-talet kommit att bli världens största tillverkare av isviner, tack vare sina pålitligt kalla vintrar. I Kanada är det mycket vanligare än i Tyskland att isvinproduktionen är en betydande inkomstkälla för producenterna, och att stora delar av vingårdar (åtminstone sådana där Vidal odlas) sätts av för Icewine-produktion.
I USA används beteckningen Ice wine (skrivet som två ord).
Även i Sverige görs isviner under beteckningen Ice wine. Blaxsta vingård producerar Vidal Ice wine i en stil som är mycket lik den kanadensiska.
I Luxemburg används beteckningen Vin de glace, som också förekommer vid de fåtaliga tillfällen då isviner tillverkas i Alsace.
I Spanien har man experimenterat med isvin, vino de hielo i vinregioner som Penedès. Också i Ungern, där det kallas jégbor, produceras isvin. Även många andra europeiska länder där det förekommer såväl druvodling som kalla vintrar, förekommer åtminstone viss produktion av isviner.

## Isvin av olika druvsorter

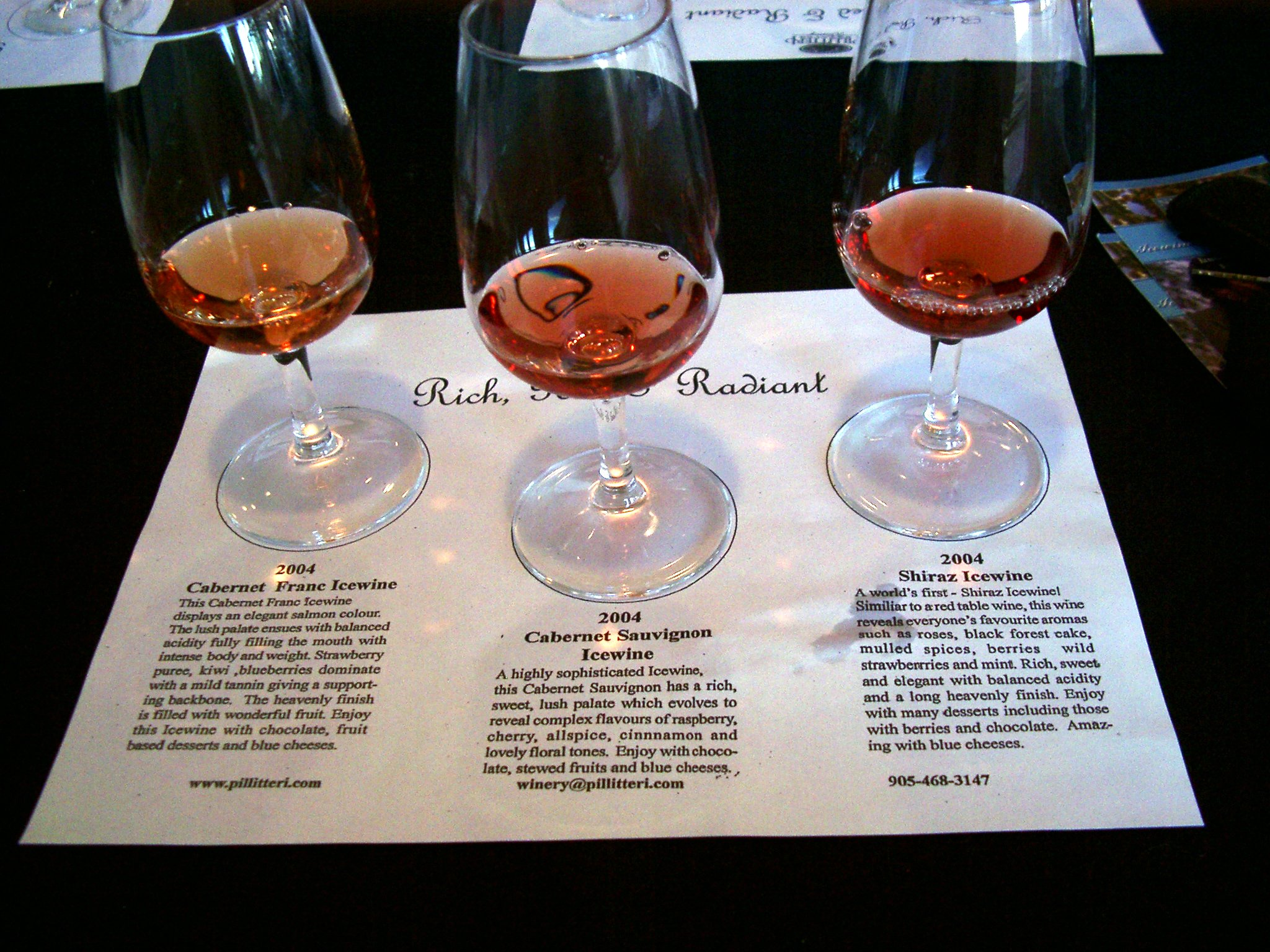
Kanadensiska isviner av olika blå druvsorter

Generellt bibehåller isviner betydligt mer av druvsortens karaktär än vad ädelsöta viner gör, men presenterar dem i en påtagligt koncentrerad form. Det brukar allmänt anses att Riesling ger de bästa och mest karaktäristiska isvinerna. Isvinkaraktären, med honungsaromer och hög syra, förstärker ytterligare de drag som redan finns hos druvsorten, och gör vinerna distinkt annorlunda än ädelsöta viner (särskilt ädelsöta viner med hög alkoholhalt och fatkaraktär, som Sauternesviner). Tysk Riesling Eiswein brukar ha högre syra än kanadensisk Riesling Icewine. Genom kombinationen av hög sockerhalt och hög syra är isviner på Riesling lagringsdugliga, och utvecklar i likhet med andra rieslingviner petroleumaromer efter en längre tids lagring. Dock är det inte lika vanligt att lagra Riesling Eiswein riktigt lika länge som ädelsöta rieslingviner, troligen beroende på att mognadstoner gör att isvinerna i viss utsträckning förlorar sin särart gentemot ädelsöta viner.
I Kanada görs den största mängden isvin på Vidal, och de utmärker sig genom utpräglade aprikosaromer i kombination med honung, en viss kryddighet i smaken och lägre syra än Riesling. Vidal Icewine brukar vara något billigare än Riesling Icewine. Vidal Icewine brukar inte anses vinna något på lagring, men klarar sig i alla fall i några år utan att försämras.
Gewürztraminer kan ge mycket spännande isviner, med koncentrerade aromer av rosor och litchifrukt i kombination med honung, men är klart mer ovanliga än Riesling och Vidal.
Mer neutrala gröna druvor som Welschriesling (vanlig i Österrike) eller Sylvaner ger mindre särpräglade isviner, man kan ändå ha en bra honungskaraktär och en syra som balanserar sötman.
Det förekommer även att isvin görs på blå druvor. I Tyskland förekommer ibland Spätburgunder Eiswein, normalt i form av rosévin (Weissherbst). I Kanada görs även röd Icewine med blek- eller klarröd färg, bland annat på Cabernet Franc.